# Yaiza
Yaiza er en by og kommune i det sydvestlige Spanien på øen Lanzarote i provinsen Las Palmas, De Kanariske Øer. Den har et indbyggertal på 18.113 (2024) indbyggere.